# Paul Ruzoka
Paul Ruzoka (* 1948 in Nyakayenzi, Tansania) ist ein tansanischer Geistlicher und emeritierter römisch-katholischer Erzbischof von Tabora.

## Leben
Paul Ruzoka empfing am 20. Juli 1975 durch den Bischof von Kigoma, Alphonse Daniel Nsabi, das Sakrament der Priesterweihe für das Bistum Kigoma.
Am 10. November 1989 ernannte ihn Papst Johannes Paul II. zum Bischof von Kigoma. Johannes Paul II. spendete ihm am 6. Januar 1990 die Bischofsweihe; Mitkonsekratoren waren die Kurienerzbischöfe Giovanni Battista Re, Offizial im Staatssekretariat des Heiligen Stuhls, und Miroslaw Marusyn, Sekretär der Kongregation für die orientalischen Kirchen. Am 25. November 2006 ernannte ihn Papst Benedikt XVI. zum Erzbischof von Tabora. Die Amtseinführung fand am 28. Januar 2007 statt.
Papst Franziskus nahm am 10. November 2023 das von Paul Ruzoka aus Altersgründen vorgebrachte Rücktrittsgesuch an.